# José Rentería Luviano
José Rentería Luviano (Huetamo, Michoacán, 1878 - Tacuba, Distrito Federal, 25 de junio de 1925) fue un revolucionario mexicano y gobernador interino de Michoacán en 1917.

## Semblanza biográfica
Sus padres fueron Alberto Rentería y María de Jesús Luviano. Durante su niñez y juventud se dedicó a las labores del campo. Al estallar la Revolución mexicana se incorporó al movimiento armado apoyando el maderismo. A finales de marzo de 1913 unió sus filas con las del general Gertrudis G. Sánchez para combatir al régimen huertista,  fue nombrado general brigadier, comandó el 41.° Cuerpo Rural que tenía su sede en Huetamo. Realizó campañas militares con Joaquín Amaro y Jesús H. Salgado en los estados de Michoacán y Guerrero. Fue prefecto en Huetamo durante la gubernatura provisional de Gertrudis G. Sánchez. Entre febrero y agosto de 1917 fue gobernador interino de Michoacán.
Al terminar la Revolución se dedicó al comercio instalando una fábrica de hielo en Huetamo. En 1923 volvió a tomar las armas para apoyar a la rebelión delahuertista.  Fue declarado traidor por el gobierno de Álvaro Obregón. El 26 de enero de 1924, en compañía de Diéguez, Buelna y Enrique Estrada|Estrada tomó la plaza de Morelia. 
El 25 de junio de 1925 fue sorprendido en su casa en la Colonia San Álvaro, perteneciente al pueblo de Tacuba, varios soldados penetraron a la casa donde dormía. Rentería intentó enfrentarlos, pero al ver que su captura era inminente decidió suicidarse con su revólver.